# Volkswagen Tipo 3
La Tipo 3 (Typ 3) è un'autovettura prodotta dalla Volkswagen tra il 1961 ed il 1973.

## Sviluppo
All'inizio degli anni sessanta la Casa di Wolfsburg ha tra le priorità quella di dare un'erede al Maggiolino, sul mercato da ormai 15 anni. Il nuovo modello doveva essere più moderno, senza stravolgere il patrimonio genetico della Casa, fatto di motore boxer raffreddato ad aria montato al retrotreno, trazione posteriore e sospensioni indipendenti con barre di torsione.
Gli affinamenti tecnici introdotti con la Tipo 3 riguardavano l'impianto di raffreddamento (ventole e flussi d'aria) e i freni (quelli anteriori erano a disco, anziché tamburo).
Nuova anche la carrozzeria, berlina a 3 volumi e 2 porte o station wagon a 3 porte (quest'ultima denominata Variant). Grazie al nuovo sistema di raffreddamento il motore, evoluzione di quello del Maggiolino, aveva un ingombro verticale ridotto. Tale soluzione permetteva di ottenere due vani per i bagagli e, sulla Variant. un piano di carico posteriore liscio.
Lanciate nel 1961 col nome commerciale di Volkswagen 1500, per via della cilindrata di 1493cm³ del 4 cilindri boxer da 44cv, il nuovo modello Volkswagen si distingueva per la robustezza, l'elevata ripresa, l'affidabilità e l'ottimo livello di finiture.
Esteticamente la versione più equilibrata era la Variant, mentre la berlina, benché alla moda con la sua coda a pinne, piacque assai meno. In ogni caso, dato che le station wagon erano considerate all'epoca più un mezzo di lavoro che altro, le vendite in Italia rimasero basse. Anche i consumi, non molto contenuti rispetto alle prestazioni modeste (125 km/h di crociera), furono un freno alla diffusione della Tipo 3.

Nel 1964 venne lanciata la 1500 S (solo berlina) con motore potenziato a 54cv.

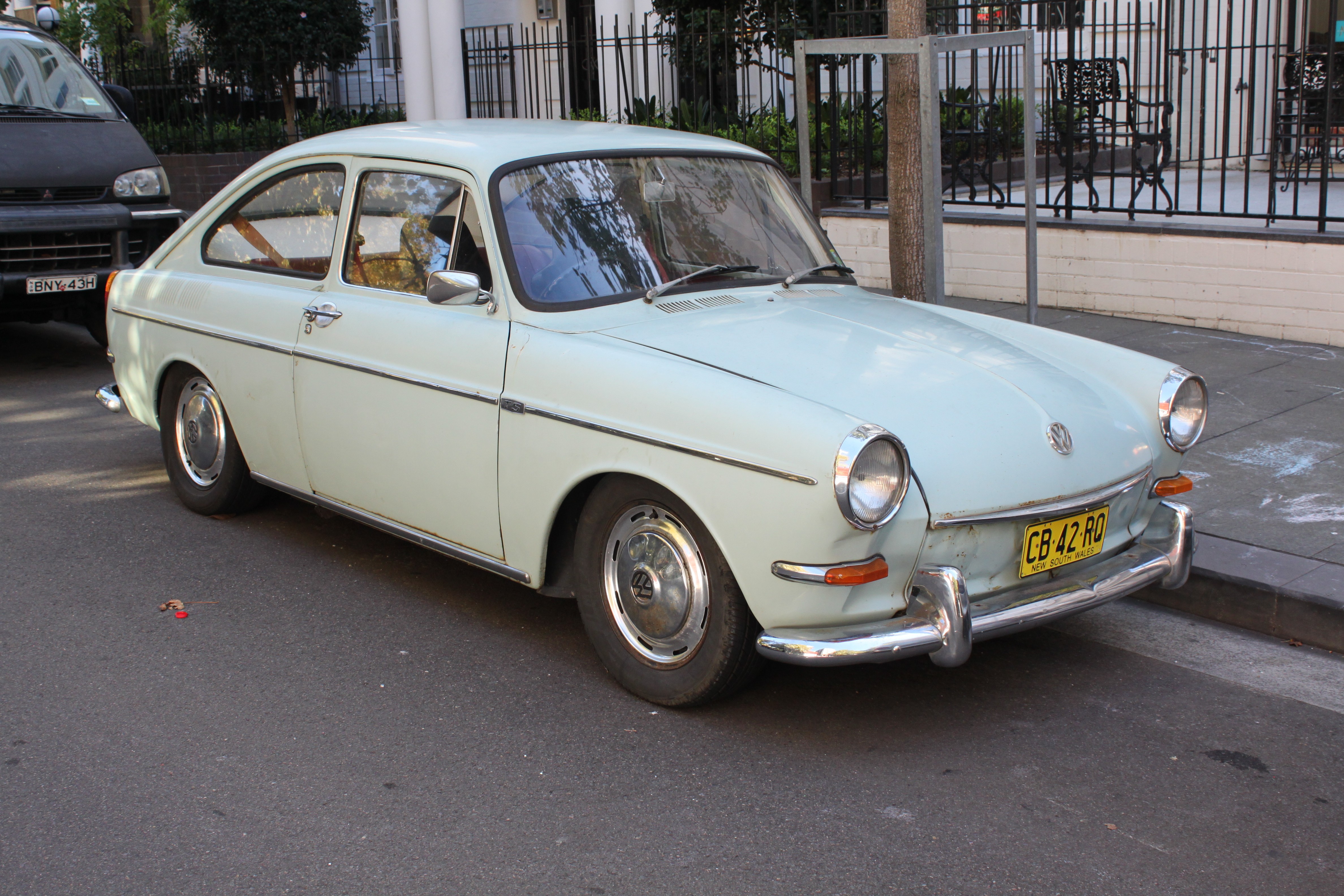
Una Volkswagen 1600 fastback

Nel 1966, in occasione di un lieve restyling che interessò il frontale (fanalini ampliati), la coda (luci maggiorate), i paraurti (più spessi), i profili cromati (rivisti) e gli interni, venne lanciata la Volkswagen 1600 TL con carrozzeria a due volumi. 
Nelle intenzioni della casa la fastback avrebbe dovuto sostituire la berlina ma l'alto numero di richieste per questa fece optare per il mantenimento a listino di entrambe le configurazioni in tutti i mercati tranne che nel Regno Unito. Anche le berline 3 volumi e le Variant adottarono in alternativa al 1500 un motore aggiornato a 1584 cm³ (54cv), abbinato ad un allestimento più ricco, denominato L. La nuova gamma comprendeva:
- 1500
- 1600 TL/TLE(fastback)
- 1500 Variant
- 1600 Variant L

Nel 1966 le versioni fastback e variant furono importate negli Stati Uniti mentre nel 1968 la versione "E" fu la prima auto sul mercato tedesco ad avere l'iniezione elettronica Bosch D-Jetronic di serie. Lo stesso anno fu reso disponibile un cambio automatico a 3 rapporti.

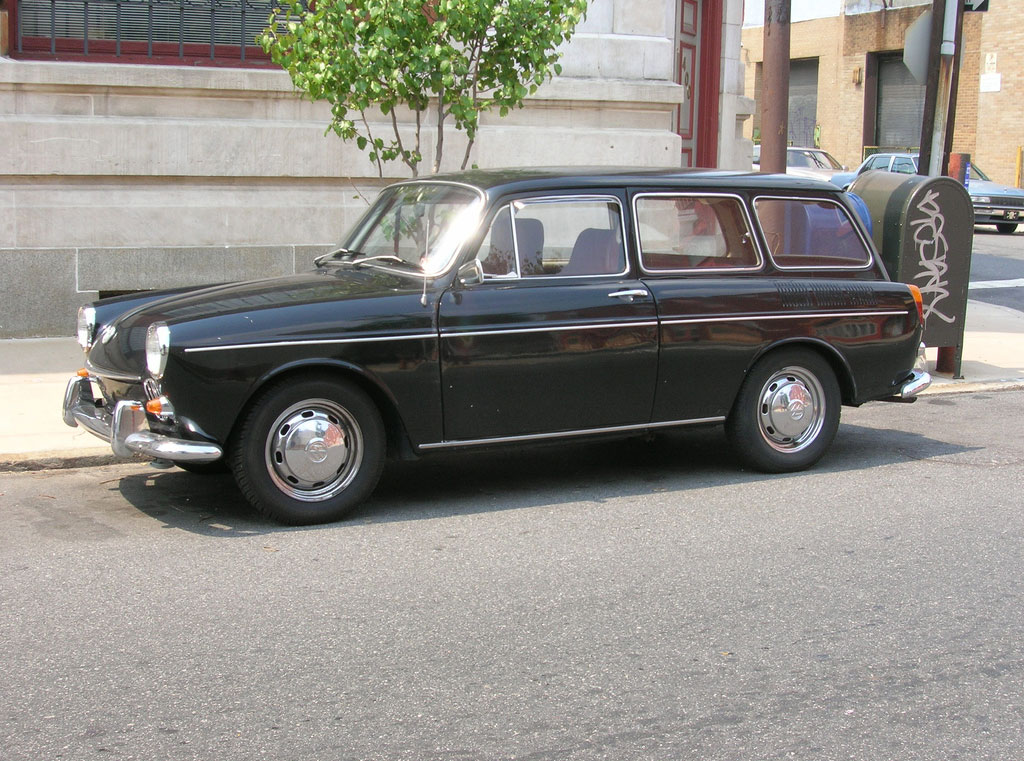
Una 1600 in versione variant

Tutta la gamma fu ulteriormente ristilizzata nel 1970 (fanalini anteriori e posteriori ulteriormente ampliati, paraurti ridisegnati con fasce in gomma, plancia rivista, nuove versioni TLE a iniezione elettronica).
Pur avendo una linea più moderna, la Tipo 3 non riuscì mai a raggiungere la popolarità del Maggiolino. Non appena la Volkswagen ebbe a listino i nuovi modelli con motore e trazione anteriori, la produzione cessò prima nell'impianto di Wolfsburg e quindi anche in quello di Emden, nel quale si era trasferita per le fasi finali. I due stabilimenti furono attrezzati per produrre rispettivamente la Golf e la Passat.

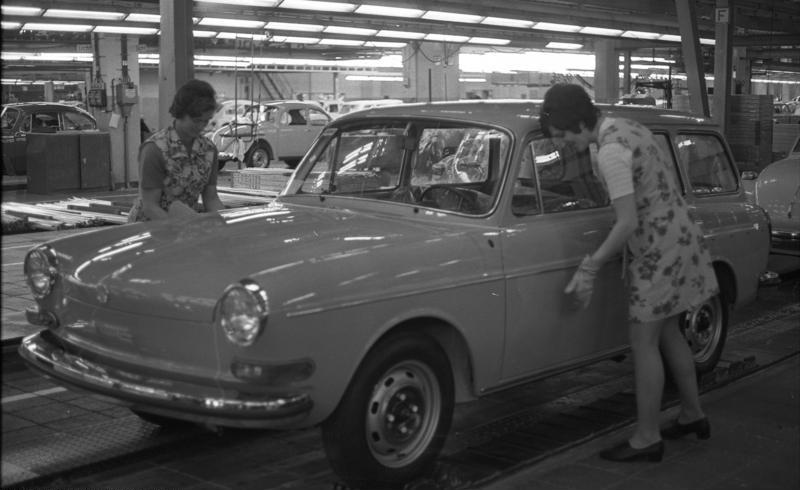
Uno degli ultimi esemplari assemblato a Emden

## Pubblicità
Il posizionamento del motore sotto il pianale posteriore fu l'oggetto dello spot americano diffuso negli anni '60: il protagonista Dustin Hoffman illustrava gli interni e le caratteristiche tecniche dell'auto ma non riusciva a trovarne il motore. La didascalia di chiusura recitava: "Il vostro concessionario Volkswagen vi mostrerà dov'è il motore."